# The New Batman Adventures
Nowe przygody Batmana (ang. The New Batman Adventures) – amerykański serial animowany stworzony przez Bruce’a Timma, Paula Dini w roku 1997. Jest kontynuacją Batman: The Animated Series. Ostatni odcinek miał premierę w 1999 roku.
W Polsce emitowany na Polsacie w wersji lektorskiej, z tłumaczeniem Wojciecha Grafa i lektorem Mirosławem Utta oraz na ZigZap z dubbingiem zrealizowanym przez Master Film i w reżyserii Ewy Złotowskiej (odc. 1), Doroty Kawęckiej (odc. 2-14, 22), Elżbiety Mikuś (odc. 16-18, 10). Na ZigZap odcinki 1-8, 10, 16-18 i 22 były emitowane z dubbingiem, natomiast odcinki 9, 11, 15, 19-21, 23-24 były emitowane z lektorem Polsatu.

## Fabuła
Gotham City staje się coraz mroczniejsze. Batman i Batgirl ledwo dają sobie radę. Jednak spotykają młodego Tima Drake’a, który ma zadatki na Robina. W trójkę są w stanie bronić miasta przed nikczemnikami. Sprawy komplikują się gdy do miasta wraca były uczeń Bruce’a – Dick Grayson, który jako zamaskowany Nightwing chce konkurować ze swoim mentorem i usamodzielnić się. Mimo tego Dick po pewnym czasie zmienia zdanie i zaczyna współpracować z ekipą Batmana. Nowy zespół superbohaterów stawia czoła takim przestępcom, jak na przykład Joker, Dwie Twarze, Pingwin, Kobieta Kot, Trujący Bluszcz, Harley Quinn czy nawet Bane.

## Postacie

### Pozytywne

#### Bat-Drużyna
- Batman
- Robin
- Nightwing
- Batgirl

#### Policja
- Komisarz Jim Gordon
- Harvey Bullock
- Renee Montoya

### Negatywne
- Joker
- Dwie Twarze
- Pingwin
- Strach na Wróble
- Riddler (w wersji lektorskiej Polsatu Pan Zagadka)
- Clayface (w wersji lektorskiej Polsatu Kameleon)
- Kobieta Kot
- Trujący Bluszcz
- Harley Quinn

## Obsada głosowa
- Kevin Conroy – Batman / Bruce Wayne
- Tara Strong – Batgirl / Barbara Gordon
- Mathew Valencia – Robin / Tim Drake
- Loren Lester – Nightwing / Richard „Dick” Grayson
- Efrem Zimbalist Jr. – Alfred Pennyworth
- Bob Hastings – kom. James Gordon
- Robert Constanzo –
  - det. Harvey Bullock
  - różne role
- Jeff Bennett –
  - Wariatuńcio / Jack Ryder,
  - różne role
- Mark Hamill – Joker
- Arleen Sorkin – Harley Quinn / Harleen Quinzel
- Paul Williams – Pingwin / Oswald Cobblepot
- Diane Pershing – Trujący Bluszcz / dr Pamela Lillian Isley
- Adrienne Barbeau – Kobieta Kot / Selina Kyle
- Richard Moll – Dwie Twarze / Harvey Dent
- Brooks Gardner – „Zabójczy Kroko” Morgan
- Ron Perlman –
  - Clayface / Matt Hagen,
  - różne role
- Mark Rolston – Firefly / Garfield Lynns
- Lloyd Bochner – burmistrz Hamilton Hill
- Charity James – Roxy Rocket / Roxanne Sutton
- Roddy McDowall – Szalony Kapelusznik / Jervis Tetch
- Jeffrey Combs – Strach na Wróble / prof. Johnatan Crane
- Michael Ansara – Pan Freeze / dr Victor Friese
- George Dzundza – Brzuchomówca (Arnold Wesker) / Scarface
- John Glover – Riddler / Edward Nygma

### Wersja polska

#### Pierwszy dubbing
- Radosław Pazura – Batman / Bruce Wayne
- Julia Kołakowska – Batgirl / Barbara Gordon
- Brygida Turowska – Robin / Tim Drake
- Michał Lewandowski – Nightwing / Richard „Dick” Grayson
- Stefan Knothe – Alfred Pennyworth
- Aleksander Mikołajczak –
  - kom. James Gordon,
  - różne role
- Paweł Szczesny –
  - det. Harvey Bullock,
  - różne role
- Waldemar Barwiński –
  - Wariatuńcio / Jack Ryder,
  - Strach na Wróble / dr Jonathan Crane,
  - Firefly / Garfield Lynns,
  - Nightwing / Richard „Dick” Grayson (odc. 7)
  - różne role
- Mirosław Guzowski –
  - Joker,
  - Riddler / Edward Nygma
- Monika Pikuła –
  - Harley Quinn / Harleen Quinzel,
  - różne role
- Janusz Wituch –
  - Pingwin / Oswald Cobblepot,
  - Arnold Wesker / Brzuchomówca,
  - różne role
- Izabella Bukowska – Trujący Bluszcz / dr Pamela Lillian Isley
- Elżbieta Jędrzejewska – Kobieta Kot / Selina Kyle
- Cezary Nowak – Dwie Twarze / Harvey Dent
- Tomasz Marzecki –
  - „Zabójczy Kroko” Morgan,
  - Clayface / Matt Hagen
- Wojciech Paszkowski –
  - Szalony Kapelusznik / Jervis Tetch,
  - różne role
- Beata Łuczak – Roxy Rocket / Roxanne Sutton
- Włodzimierz Bednarski – Scarface
- Marek Barbasiewicz – burmistrz Hamilton Hill
- Mirosław Zbrojewicz – pan Freeze / Victor Fries

#### Drugi dubbing
- Szymon Mysłakowski – Batman / Bruce Wayne
- Julia Chatys – Batgirl / Barbara Gordon
- Michał Chełmiński – Robin / Tim Drake
- Mateusz Narloch – Nightwing / Richard „Dick” Grayson
- Wojciech Machnicki – Alfred Pennyworth
- Tomasz Dedek – kom. James Gordon
- Michał Piela – det. Harvey Bullock
- Kamil Pruban –
  - Jack Ryder,
  - Clayface / Matt Hagen
- Mateusz Weber – Wariatuńcio
- Tomasz Borkowski – Joker
- Zuzanna Galia – Harley Quinn / Harleen Quinzel
- Waldemar Barwiński – Pingwin / Oswald Cobblepot
- Karolina Kalina-Bulcewicz – Trujący Bluszcz / dr Pamela Lillian Isley
- Anna Dereszowska – Kobieta Kot / Selina Kyle
- Jacek Rozenek – Dwie Twarze / Harvey Dent
- Szymon Kuśmider – „Zabójczy Kroko” Morgan
- Łukasz Borkowski – Firefly / Garfield Lynns
- Stanisław Biczysko – burmistrz Hamilton Hill
- Lidia Sadowa – Roxy Rocket / Roxanne Sutton
- Jarosław Domin – Szalony Kapelusznik / Jervis Tetch
- Piotr Furman – Strach na Wróble / prof. Johnatan Crane
- Grzegorz Pawlak – Pan Freeze / dr Victor Friese
- Albert Osik – Brzuchomówca / Arnold Wesker
- Adam Bauman – Scarface
- Maciej Kosmala – Riddler / Edward Nygma

## Lista odcinków
| Nr             | Polski tytuł (Dubbing)     | Polski tytuł (Lektor Polsatu) | Angielski tytuł                 |
| -------------- | -------------------------- | ----------------------------- | ------------------------------- |
|                |                            |                               |                                 |
| SEZON PIERWSZY |                            |                               |                                 |
|                |                            |                               |                                 |
| 01             | Nietypowe święta           | Nietypowe święta              | Holiday Knights                 |
|                |                            |                               |                                 |
| 02             | Grzechy ojca               | Grzechy ojca                  | Sins of the Father              |
|                |                            |                               |                                 |
| 03             | Mroźny pomysł              | Lodowa śmierć                 | Cold Comfort                    |
|                |                            |                               |                                 |
| 04             | Zero strachu               | Nie bój się                   | Never Fear                      |
|                |                            |                               |                                 |
| 05             | Kocie sztuczki             | Pomocna dłoń                  | You Scratch My Back             |
|                |                            |                               |                                 |
| 06             | Podwójna osobowość         | Człowiek z blizną             | Double Talk                     |
|                |                            |                               |                                 |
| 07             | Miliony Jokera             | Miliony Jokera                | Joker’s Millions                |
|                |                            |                               |                                 |
| 08             | Zranione uczucia           | Pierwsza miłość               | Growing Pains                   |
|                |                            |                               |                                 |
| 09             | Moda na zbrodnię           | Pory roku                     | Mean Seasons                    |
|                |                            |                               |                                 |
| 10             | Wewnętrzny demon           | Demony                        | The Demon Within                |
|                |                            |                               |                                 |
| 11             | Za krawędzią               | Nad przepaścią                | Over the Edge                   |
|                |                            |                               |                                 |
| 12             | Chora miłość               | Robaczek Świętojański         | Torch Song                      |
|                |                            |                               |                                 |
| 13             | Krokodyle łzy              | Croc i Maleństwo              | Love is a Croc                  |
|                |                            |                               |                                 |
| SEZON DRUGI    |                            |                               |                                 |
|                |                            |                               |                                 |
| 14             | Dreszczyk emocji           | Ostatni występ                | The Ultimate Thrill             |
|                |                            |                               |                                 |
| 15             | Menażeria                  | Zwierzęta                     | Critters                        |
|                |                            |                               |                                 |
| 16             | Kocia sekta                | Czciciele kotów               | Cult of the Cat                 |
|                |                            |                               |                                 |
| 17             | Prawa zwierząt             | Zwierzęcy spryt               | Animal Act                      |
|                |                            |                               |                                 |
| 18             | Dawne rany                 | Stare rany                    | Old Wounds                      |
|                |                            |                               |                                 |
| 19             | Legendy Mrocznego Rycerza  | Legendy o rycerzu nocy        | Legends of the Dark Knight      |
|                |                            |                               |                                 |
| 20             | Babski wieczór             | Słabe kobiety                 | Girls’ Night Out                |
|                |                            |                               |                                 |
| 21             | Chemia                     | Feromony                      | Chemistry                       |
|                |                            |                               |                                 |
| 22             | Sądny dzień                | Dzień sądu                    | Judgment Day                    |
|                |                            |                               |                                 |
| 23             |                            | Wariatuńcio                   | Beware the Creeper              |
|                |                            |                               |                                 |
| 24             | Szalona miłość             | Szalona miłość                | Mad Love                        |
|                |                            |                               |                                 |
| FILM           |                            |                               |                                 |
|                |                            |                               |                                 |
| F1             | Batman: Tajemnica Batwoman |                               | Batman: Mystery of the Batwoman |
|                |                            |                               |                                 |